# São Gonçalo do Rio Abaixo
São Gonçalo do Rio Abaixo est une municipalité brésilienne de l'État du Minas Gerais et la Microrégion d'Ipatinga.